# Andrzej Mitan
Andrzej Mitan (ur. 12 października 1950 w Pionkach, zm. 4 listopada 2018 w Grójcu) – polski artysta interdyscyplinarny i konceptualny, wokalista, kompozytor, performer, artysta wizualny, happener, poeta konkretny, poeta dźwięku, wydawca płyt artystycznych. Jedna z najbardziej oryginalnych i zjawiskowych postaci polskiej wokalistyki i artystycznego performansu. Jego aktywność twórcza nie mieści się w żadnym nazwanym kanonie przedstawień sztuki.

## Historia
Studiował na Uniwersytecie Marii Curie Skłodowskiej, Akademii Teologii Katolickiej i na KUL-u. Od końca lat 60. organizował grupy muzyczne, w których realizował swoje zamierzenia artystyczne – Onomatopeja (1968–1981), Święta Racja, Super Grupa Bez Fałszywej Skromności (w 2007 roku ukazał się jedyny album formacji Księga Hioba, zawierający materiał nagrany jesienią 1985 r. w Studiu Teatru STU), Niezależne Studio Muzyki Elektroakustycznej. W tamtym czasie Mitan dysponował czystym, mocnym głosem o szerokiej rozpiętości. Partie liryczne, które śpiewał falsetem potrafiły wprowadzić słuchaczy w stan autentycznego osłupienia. Jego prezentacje za każdym razem nacechowane były atmosferą misterium i nasycone improwizacją, lecz nie zabrakło w nich także świadomości budowania kreatywnej struktury dźwiękowej.
Mitan od początku swojej działalności artystycznej był również aktywnym animatorem sztuki, kuratorem i koordynatorem wielu festiwali, wystaw, koncertów i sympozjów. Pracował w Centrum Klubowym Politechniki Warszawskiej Riviera – Remont, Centrum Sztuki Współczesnej Zamek Ujazdowski, Centrum Animacji Kultury MKiS i w Mazowieckim Centrum Sztuki Współczesnej Elektrownia, gdzie pełnił rolę kuratora generalnego Mazowieckiego Festiwalu Artystów Powstanie sztuki (Radom, 2008).
Jest również inicjatorem i pomysłodawcą wydania 9 longplayów z legendarnej serii zatytułowanej Klub Muzyki Nowej Remont (1984, 1987 – wyd. Alma Art). Pomysł zrodził się z potrzeby utrwalenia dokonań artystów wywodzących się z niezależnego ruchu artystycznego, którzy pozbawieni byli możliwości profesjonalnego dokumentowania swojej twórczości. Każda z płyt miała być także niezależnym dziełem wizualnym, dlatego każda z nich ukazała się w ręcznie wykonanych kopertach, w tym albumy Mitana: Ptaki, Psalm i W świętej racji (piąty, szósty i ósmy album serii), a także Jubileuszowa Orkiestra Helmuta Nadolskiego z udziałem Mitana. Wyprodukowano je w nakładzie 1 tys. sztuk. Pierwsze 5 płyt miało swoją premierę podczas festiwalu Jazz Jamboree'84.
W tym ogromnym przedsięwzięciu wzięli udział, m.in.: Włodzimierz Borowski, Edward Krasiński, Andrzej Bieżan (Miecz Archanioła, pierwszy album serii), Krzysztof Knittel (Krzysztof Knittel, dziewiąty album serii), Marcin Krzyżanowski, Wojciech Konikiewicz, Janusz Dziubak, (Tytuł płyty, drugi album serii), Włodzimierz Pawlik, Wojciech Czajkowski, Helmut Nadolski (Jubileuszowa Orkiestra Helmuta Nadolskiego, czwarty album serii), Andrzej Przybielski (W strefie dotyku, trzeci album serii), Zdzisław Piernik, Andrzej Szewczyk, Tadeusz Rolke, Andrzej Zaremba, Jarosław Kozłowski (The Golden Violin, siódmy album serii), Cezary Staniszewski, Ryszard Winiarski, Tadeusz Sudnik, Tadeusz Konador oraz liczni wolontariusze.
Przedsięwzięcie to stanowi ewenement w skali światowej. Albumy z artystycznej serii KMNR znajdują się dziś w kolekcjach najważniejszych galerii sztuki nowoczesnej. W międzynarodowym wydawnictwie Brooken Music, poświęconym historii fonografii i sztuce seria została wyeksponowana obok dzieł Johna Cage’a, Andy’ego Warhola, Jeana Dubuffeta, Bernarda Heidsiecka, Wolfa Vostella, czy Mauricio Kagela.
W 1984 roku Mitan spotkał jednego z liderów międzynarodowego ruchu artystycznego Fluxus, Emmetta Williamsa (1925–2007) i nawiązał współpracę zarówno z nim jak i z Fluxusem. Wspólnie z C. Staniszewskim i E. Williamsem zorganizował w 1987 roku w Warszawie Międzynarodowe Seminarium Sztuki ETC. W imprezie uczestniczyło ponad stu artystów z całego świata – był to pierwszy tego typu festiwal sztuki w Polsce. Rok później MSS ETC zainaugurowało działalność ekspozycyjną CSW – Zamek Ujazdowski. Była to druga po Konstrukcji w procesie (Łódź, 1981) – prezentacja sztuki współczesnej na najwyższym poziomie w Polsce.
Mitan prezentował swoją twórczość, m.in. w: Galerii RR w Warszawie, Galerii Działań w Warszawie, Galerie Giannozzo w Berlinie, Filharmonii Narodowej, Galerii Biblioteka w Legionowie, Galerii GR w Grójcu, Galerii Aspekty w Warszawie, Galerii AT w Poznaniu oraz w: Krakowie, Wrocławiu, Berlinie, Moskwie, Belgradzie, Wiedniu, Zurychu, Sztokholmie, Budapeszcie, Nowym Jorku i wielu innych miastach na całym świecie.
W wielu projektach towarzyszył artyście T. Sudnik, a przy pierwszej wersji Koncertu na ryby pracował z nim zaprzyjaźniony pianista jazzowy Janusz Skowron. Z obydwoma twórcami Mitan założył na początku lat 90. grupę pod nazwą Koncert Figur Niemożliwych, w której skład weszli: Cezary Konrad, Zbigniew Wegehaupt (nagrywał Księgę Hioba), Marcin Pospieszalski, Krzysztof Ścierański, Michał Miśkiewicz i Grzegorz Grzyb (w późniejszych latach skład zespołu zmieniał się). Współpracował także z wybitnym filmowcem i animatorem Grzegorzem Rogalą (Koncert na ryby – projekt dedykowany E. Williamsowi, Kiedy Umiera Człowiek/Podniesienie), a także z synem Karolem (Koncert na ryby, Stworzenie świata – projekt zrealizowany na 100-lecie urodzin J. Cage’a).
Artysta został odznaczony, m.in. Medalem Prezydenta Warszawy IV Wieki Stołeczności Warszawy (2004) i Honorowym Odznaczeniem Ministra Kultury i Dziedzictwa Narodowego – Zasłużony dla Kultury Polskiej (2008). W 2010 roku, nakładem Stowarzyszenia Edukacji i Postępu STEP  ukazał się obszerny album pt. Tytuł roboczy 2009 (029 – 030), opracowany przez Andrzeja Mitana we współpracy z Klarą Kopcińską, Józefem Żukiem Piwkowskim i Dobrochną Badorą. Jest to historia jego życia, twórczości i jego idei sztuki, w tym: plastyki, sztuki pojęciowej, poezji i muzyki. 26 maja 2011 r. artysta został Honorowym Obywatelem Miasta Pionki.
6 grudnia 2014 roku w Grójeckim Ośrodku Kultury obchodził 45-lecie pracy artystycznej. Uroczystość połączona była z promocją wydanej przez Stowarzyszenie Trzecia Fala i GOK płyty Onomatopeja. Na albumie znajduje się dziewięć utworów koncertowych grupy Onomatopeja, zarejestrowanych w klubie Riviera-Remont w latach 1975–1978. Druga premiera krążka miała miejsce 28 stycznia 2015 roku w warszawskiej filii bydgoskiego klubu Mózg. Jednym z zaproszonych gości był Marek Gaszyński.
Płyty bezdźwięczne są ostatnim projektem Mitana, który w październiku 2015 roku zakończył swoją działalność artystyczną.

## Galeria

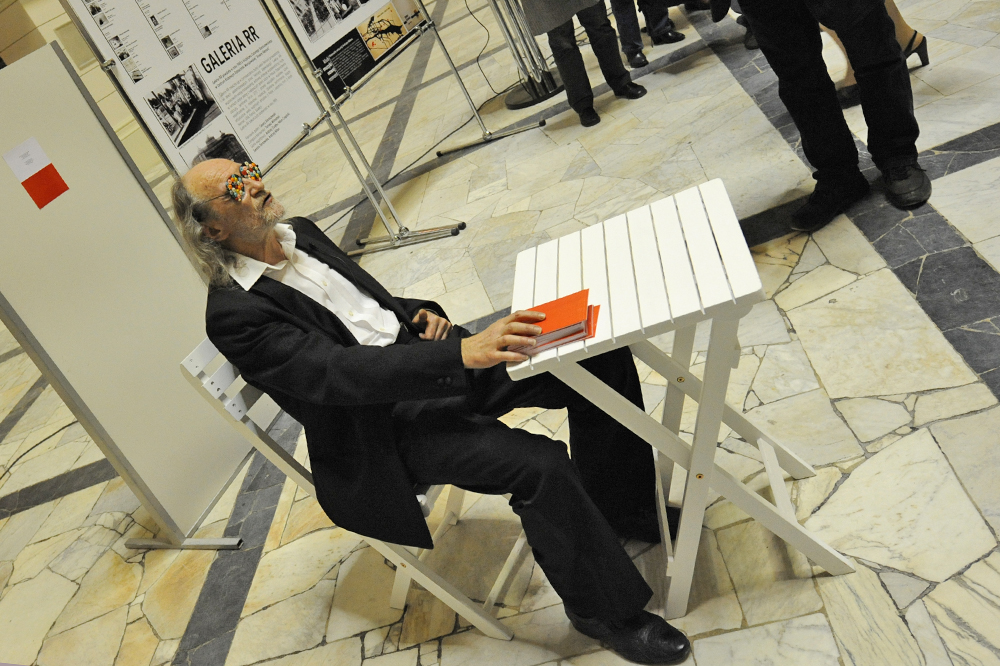
Aula Politechniki Warszawskiej - listopad 2010.
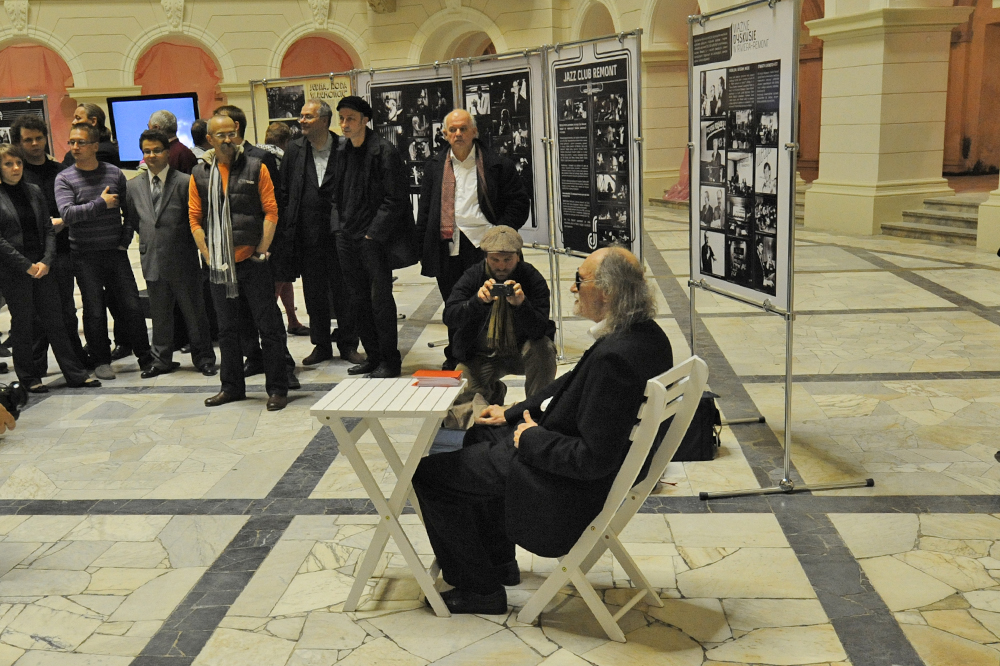
Aula Politechniki Warszawskiej - listopad 2010.
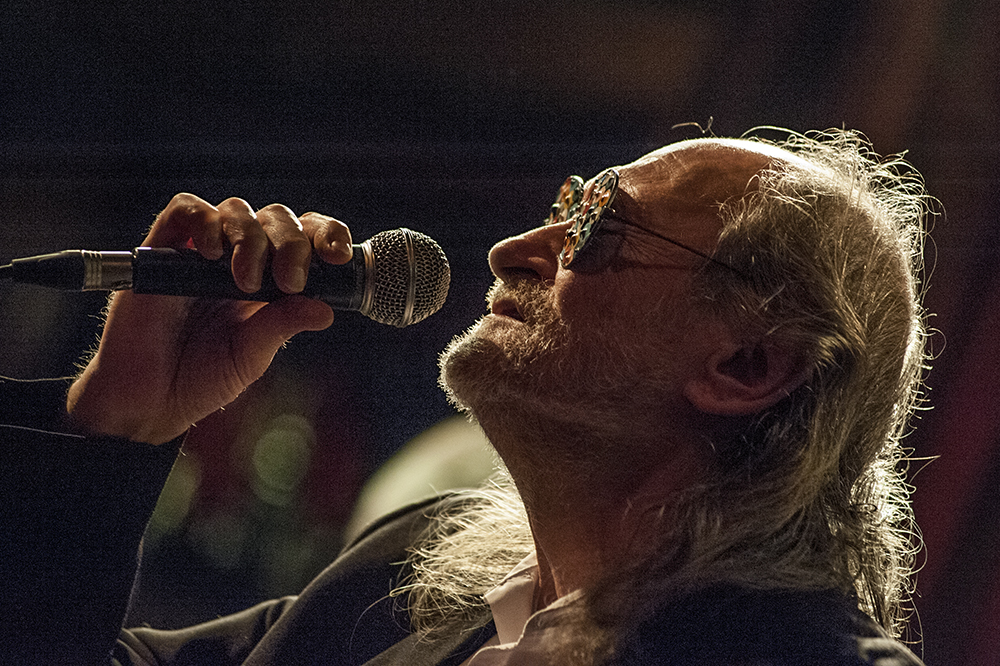
Występ w klubie jazzowym Tygmont, Warszawa - listopad 2011.
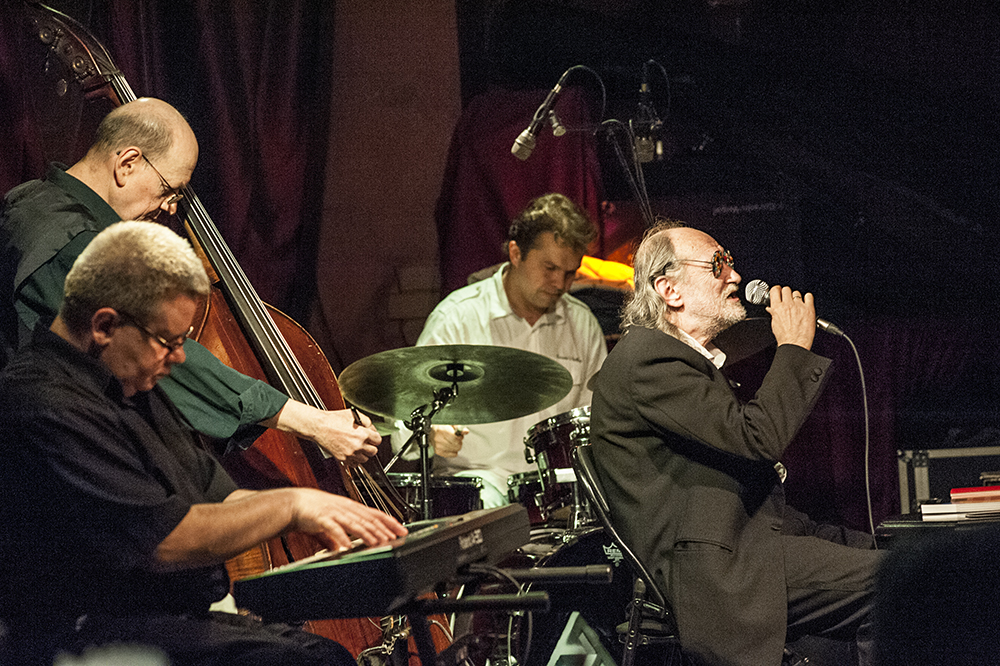
Klub Tygmont, listopad 2011.
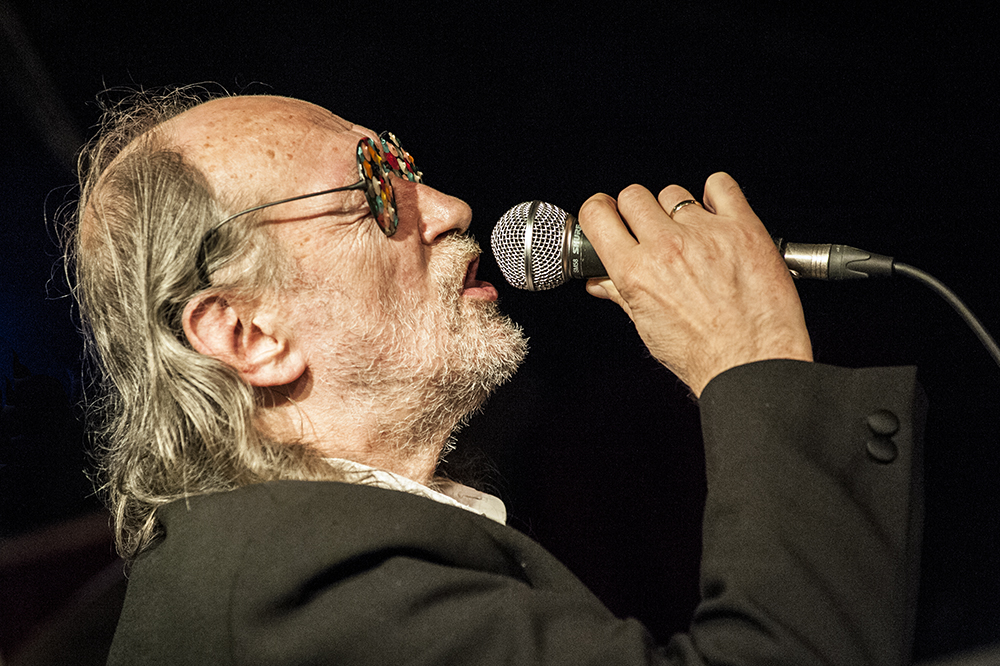
W klubie Tygmont, listopad 2011.

### Ważniejsze realizacje indywidualne
- 1972: Wiązanka ludowo-patriotyczna i utwór ambitny – Lublin
- 1978: Onomatopeja: Ćwiczenie przestrzenne – Galeria Repassage, Warszawa
- 1981: Onomatopeja – Belgrad
- 1983: Psalm – Galeria RR, Warszawa
- 1984: Pięć płyt gramofonowych – Galeria RR, Warszawa
- 1984: Śpiew – Galeria AT, Poznań
- 1984: Zawieszony w próżni – Filharmonia Narodowa, Warszawa
- 1986: Literakcja – Galeria „Dziekanka”, Warszawa
- 1986: Trubadur Próba wyobraźni – Galeria Działań, Warszawa
- 1987: Na ucho – Międzynarodowe Seminarium Sztuki ETC, Warszawa
- 1988: Eine kleine Nachtmusik – Galeria Giannozzo, Berlin
- 1988: Ptaki 2 – Werkstatt Berlin
- 1988: Ptaki 3 – Moskwa
- 1989: Śpieff – Galeria na Ostrowie, Wrocław
- 1989: Sound poetry – Lochy Manhattanu, Łódź
- 1989: Cały świat to teatr – Toruń,
- 1990: Pieśń – Galeria na plebanii, Koszalin
- 1991: 19.04.1991 – Wisła, Warszawa
- 1991: Niepodległa granatowa rurka – Galeria GR, Grójec
- 1991: Niepodległa granatowa rurka – Galeria Działań, Warszawa
- 1991: Niepodległa granatowa rurka – Galeria „Biblioteka”, Legionowo
- 1992: Park – Staszów
- 1993–1994: Niepodległa granatowa rurka, Międzynarodowa Wystawa Poezji Konkretnej – Galeria Działań, Warszawa
- 1996–1999: Koncert Figur Niemożliwych – Łowicz, Skierniewice, Grójec, Tarnobrzeg, Giżycko, Łazy
- 1999: Ene, due… – Galeria AT, Poznań
- 1999: Syzyf, Festiwal Sztuki Najnowszej ZA – Pałac w Nieborowie
- 2003:  Koncert Poezji Dźwiękowej, performance – Mińsk, Białoruś
- 2004: Elita – Muzeum Sztuki Współczesnej, Radom
- 2004: Polski poemat dydaktyczny: wARTo – STEP/2b, Norblin, Warszawa
- 2004:  Sztuka / Interakcje – Galeria Działań, Warszawa
- 2006: Deklaracja – Muzeum im Kazimierza Pułaskiego, Warka
- 2007: Rzecz o polskiej filozofii twórczości i etyce w sztuce – Galeria Działań, Warszawa
- 2007: Koncert Figur Niemożliwych – Galeria Manhattan, Łódź
- 2009:  Polski Poemat Dydaktyczny – Galeria Entropia, Wrocław
- 2010: Polski Poemat Dydaktyczny – Kręgi Sztuki, Cieszyn
- 2011: Flagi – MCSW Elektrownia, Radom
- 2011: Koncert na Ryby – Galeria XX1 Warszawa
- 2012: Koncert na Ryby – Alfabet Rzeźby, Orońsko
- 2012: Stworzenie Świata – Galeria Działań, Warszawa
- 2012: Koncert na Ryby, Festiwal „Interakcje” –  Galeria Działań, Warszawa
- 2012: Stworzenie Świata – Galeria Foksal, Warszawa
- 2013: Polski Poemat Dydaktyczny – CRP, Orońsko
- 2013: Kiedy Umiera Człowiek – Galeria Działań, Warszawa
- 2014: Onomatopeja – 45 lat pracy artystycznej Andrzeja Mitana – Grójecki Ośrodek Kultury, Grójec
- 2014: Polski Poemat Dydaktyczny – Kręgi sztuki, Cieszyn
- 2015: Promocja płyty ONOMATOPEJA, 28 stycznia 2015, godz.19:00, „MÓZG Powszechny” –  Teatr Powszechny, Warszawa
- 2015: Onomatopeja i Koncert na ryby – Galeria Rotunda, Uniwersytet Artystyczny w Poznaniu
- 2015: Wieszcz za kominem, Performance – Parafia Bielańska, Warszawa
- 2015: Polski Poemat Dydaktyczny – Instytut Sztuki Polskiej Akademii Nauk, Warszawa
- 2015: Płyty bezdźwięczne i ONOMATOPEJA – Galeria ENTROPIA, Wrocław
- 2016: Ostatni film
- 2017: Sztuka (Nie)zidentyfikowana – MCSW Elektrownia, Radom.

### Ważniejsze realizacje zbiorowe
- 1969: Onomatopeja – Pionki
- 1971: Onomatopeja – Kraków
- 1972: Onomatopeja – Kalisz
- 1974–1981: Diafora Muzyki i Poezji – Remont, Warszawa
- 1976: Onomatopeja: Akcja Format – FAMA, Świnoujście
- 1981: Super Grupa Bez Fałszywej Skromności – Stańczyki
- 1981: Super Grupa Bez Fałszywej Skromności – Gdańsk
- 1981: Onomatopeja – Belgrad
- 1981: Super Grupa Bez Fałszywej Skromności: Księga Hioba, Jazz Jamboree – Teatr Narodowy, Warszawa
- 1982: Niezależne Studio Muzyki Elektroakustycznej – Pracownia „Dziekanka”, Warszawa
- 1982: Niezależne Studio Muzyki Elektroakustycznej – Strych, Łódź Kaliska
- 1982–1983: Psalmy – kościoły: Św. Anny, Św. Marcina, Nawiedzenia NMP, Warszawa
- 1983: Psalmy, Znak krzyża – Parafia Miłosierdzia Bożego, Warszawa
- 1983: Niezależne Studio Muzyki Elektroakustycznej – Krzysztofory, Kraków
- 1983: Psalm – Galeria RR, Warszawa
- 1984: Telefon Concert – Galeria „Dziekanka”, Montreal, Wiedeń, Warszawa
- 1984: Święta Racja – Jazz Club Akwarium, Warszawa
- 1984: Święta Racja – Riviera-Remont, Warszawa
- 1985: Psalm – Biennale Sztuki Nowej, Zielona Góra
- 1985: Ptaki – Galeria RR, Warszawa
- 1986: Na Oklep – Fluxus, Warszawa
- 1986: Flux-Concert – Galeria RR, Warszawa
- 1986: Grzechy Główne – Galeria AT, Poznań
- 1988–1990: Międzynarodowa Wystawa Sztuki, Cały Świat to Teatr 2 – Galeria Działań, Warszawa, Wałbrzych, Toruń
- 1988: Partytura z gwoździami, Międzynarodowe Seminarium Sztuki – CSW Zamek Ujazdowski, Warszawa
- 1988: Partytura. Sztuka czasu, przestrzeni i wyobraźni – Piła
- 1989–1991: Na orbicie dryfującej książki – Kassel, Sztokholm, Budapeszt
- 1991: Niech żyje sztuka na początku – BWA Szczecin
- 1992: Koncert na ryby – Galeria GR, Grójec
- 1993–1995: Festiwal sztuki Poza czasem i przestrzenią – Grójec, Warka
- 1994: W jakim pięknym jesteśmy miejscu, Poza czasem i przestrzenią – Grójec
- 1995: Koncert – Galeria Działań, Warszawa
- 1996: Porwanie Europy  – Zamek Królewski, Warszawa
- 1997: Codvergencies and Divergencies – Centrum Animacji Misyjnej Księży Pallotynów, Konstatncin-Jeziorna
- 1998: Wigilia sztuk pięknych – Warszawski Ośrodek Kultury, Warszawa
- 1999: Koncert Figur Niemożliwych, Międzynarodowy Festiwal Jazzowy – Świdnik
- 1999: Koncert Figur Niemożliwych – Riviera – Remont, Warszawa
- 2000: Koncert Figur Niemożliwych – Muzeum Kinematografii, Łódź
- 2000: Koncert Figur Niemożliwych – Centrum Manggha, Kraków
- 2001: W jakim pięknym jesteśmy miejscu – Galeria XX1, Warszawa
- 2001: Koncert Figur Niemożliwych – Teatr Mały, Warszawa
- 2001: Koncert Figur Niemożliwych – Teatr Ateneum, Warszawa
- 2007: Polski poemat dydaktyczny – STEP/2b, Łódź Art Center, Łódź
- 2007: Księga Hioba, promocja płyty – Studio „M”, Warszawa
- 2008: Polski poemat dydaktyczny: Powstanie Sztuki – MCSW „Elektrownia”, Radom
- 2009: Polski poemat dydaktyczny: Ikony zwycięstwa – STEP/2b, Humboldt Center, Berlin
- 2009: Polski poemat dydaktyczny – transFORM, STEP/2b, Warszawa
- 2011: Flagi – MCSW Elektrownia, Radom
- 2011: Koncert na Ryby – Galeria XX1, Warszawa
- 2012: Koncert na Ryby – Alfabet Rzeźby, Orońsko
- 2012: Stworzenie Świata – Warszawa
- 2012: Stworzenie Świata – Warszawa
- 2013: Polski Poemat Dydaktyczny – CRP, Orońsko
- 2013: Małe jest Wielkie – Galeria „Propaganda”, Warszawa
- 2013: Katalog Entropii Sztuki – Galeria Entropia, Wrocław
- 2013: Andrzej Mitan Kiedy Umiera Człowiek / Grzegorz Rogala Podniesienie – Galeria Działań, Warszawa
- 2014: Aktywna Cisza – Galeria Działań, Warszawa
- 2014: Spotkania z treścią – Centrum Kultury i Inicjatyw Obywatelskich, Podkowa Leśna
- 2014: Performance na dźwięk, Hommage a Andrzej Bieżan – Galeria XX1, Warszawa
- 2014: Specimen – Próba Kolekcji – Mazowieckie Centrum Sztuki Współczesnej „Elektrownia”, Radom
- 2014: Onomatopeja – 45 lat pracy artystycznej Andrzeja Mitana – Grójecki Ośrodek Kultury, Grójec
- 2015: Promocja płyty ONOMATOPEJA, Fluxus – MÓZG Powszechny, Teatr Powszechny, Warszawa
- 2015: Wernisaż projektu Stworzenie Świata – Mazowieckie Centrum Sztuki Współczesnej „Elektrownia”, Radom
- 2015: Czy polskiemu jazzowi potrzebna awangarda? (koncert-performance) – Jazz nad Odrą, Wrocław
- 2015: Konteksty – Sokołowsko
- 2015: Konferencja | Warszawa Singera | Austriackie Forum Kultury
- 2015: Elita, Festiwal Sztuki 3xM – Mazowiecki Instytut Kultury, Warszawa
- 2015: Hommage a Andrzej Bieżan – Galeria XX1, Warszawa
- 2015: Płyty bezdźwięczne i Onomatopeja, Galeria ENTROPIA, Wrocław
- 2016: Fala dźwięku – Galeria Piktogram, Warszawa
- 2016: Notatki z podziemia / Sztuka i Muzyka Alternatywna w Europie Wschodniej / 1968–1994 – Muzeum Sztuki w Łodzi